# Hans Greinke
Hans Karl Hermann Greinke (* 28. Februar 1891 in Berlin; † 22. August 1960 in Weimar) war ein deutscher Maler und Illustrator.

## Leben
Hans Greinke war ein Sohn des Apothekers Hermann Greinke und dessen Frau Maria Martha, geborene Flögel. Er studierte von 1908 bis 1911 an der Weimarer Kunstschule bei Theodor Hagen, Gari Melchers und Max Thedy. Es folgten private Studien bei Hans Thoma und die freischaffende Tätigkeit in München. 1913 ging er als Siedler in die Kolonie Luhme (Siedlung Heimland) bei Rheinsberg im Norden Brandenburgs. Nach dem Ersten Weltkrieg wurde er in Oberweimar, ab 1922 Stadtteil von Weimar, ansässig. Er schuf „lichtmäßig-atmosphärisch subtil in einer impressiven Malweise erfaßte Landschaften“. Dabei bevorzugte er Motive aus der Weimarer Umgebung. Zudem fertigte er Porträts und Buchillustrationen.

## Werke (Auswahl)
Maler
- Oberweimar – mit Blick zur Pfarrkirche Sankt Peter und Paul, Öl auf Karton, um 1930, 67,5 × 79 cm[4]
- Saaletal mit Rudelsburg und Saaleck, Öl auf Leinwand, um 1940, 84,5 × 10,5 cm[5]
- An der Ilm in Weimar, Öl auf Malkarton, 51 × 59 cm[6]

Illustrator
- Albert Sixtus: Schaut herein – das ist fein! Lustiges Tierbilderbuch. Leipziger Graphische Werke, 1929 DNB 580892557
- Curt Stück: Gute Bekannte – Ein Tierbilderbuch. Leipziger Graphische Werke, 1930 DNB 580892549